# Saint-Thuriau
Saint-Thuriau är en kommun i departementet Morbihan i regionen Bretagne i nordvästra Frankrike. Kommunen ligger i kantonen Pontivy som tillhör arrondissementet Pontivy. År 2022 hade Saint-Thuriau 1 880 invånare.

## Befolkningsutveckling
Antalet invånare i kommunen Saint-Thuriau
| Referens: INSEE |